# Valentin Mennher
Valentin Mennher (* um 1521 in Kempten; † 9. August 1570 in Antwerpen) war ein deutscher Rechenmeister in Antwerpen im 16. Jahrhundert.
Mennher war Schüler von Christoph Rudolff in Wien und war in Augsburg und Venedig, bevor er 1549 nach Antwerpen kam als Buchhalter für die Fugger. Er war dort Mitglied der St. Ambrosius-Gilde der Schulmeister (1565/66 als deren Leiter) und war Rechenlehrer. Zwischen 1550 und 1571 veröffentlichte er dort Rechenbücher und Bücher über Anwendung der Mathematik und Unterhaltungsmathematik. Michel Coignet druckte sie 1573 mit Lösungen in Antwerpen nach sowie seine Arithmetikbücher. 
Er beschreibt in einem seiner Bücher die doppelte Buchführung von Luca Pacioli. Er war wahrscheinlich einer der wenigen, die in Antwerpen höhere Mathematik (Algebra, Trigonometrie) lehrten. Coignet war wahrscheinlich einer seiner Schüler. Antich Rocha veröffentlicht 1565 eine spanische Übersetzung von Mennhers Buchhaltungsbuch in Barcelona.
Denis Henrion gab 1620 in Paris eine Auswahl aus seinen Schriften heraus (mit Kommentar von Michel Coignet).

## Schriften
- Pratique briefve pour cyfrer et tenir livres de compte touchant le principal train de marchandise, Antwerpen: Jan van der Loe 1550
- Arithmetique de M. Valentin Menherr de Kempten, 1550
- Arithmetique seconde, Antwerpen: Jan van der Loe 1556, google books (mit seinem Porträt unterschrieben mit dem Motto Frum Frisch Frey)
- Arithmetica Practica, Antwerpen: Gillis Coppens van Diest 1560 (deutsche Übersetzung seines französischen Arithmetik-Buchs)
- Buechhalten, Antwerpen: Christophe Plantin 1560, Gillis Coppens van Diest 1563
- Livre d’Arithmetique utile a tous Marchans, Antwerpen, Gillis Coppens van Diest 1561
- Arithmétique contenante plusieurs belles questions journellement occurentes en trafficque de marchandise, Antwerpen, Gillis Coppens van Diest 1561
- Practicque des triangles sphériques, des distances sur le globe, des horologes, umbres et autre ingenieuses et nouvelles questions mathematicques, Antwerpen: Gillis Coppens van Diest 1564,  Google books
- Practicque pour brievement apprendre á Ciffrer, et tenir livres de comptes avec la regle de Coss et Geometrie, Antwerpen 1565, google books.
- Arithmetique contenant plusieurs belles regles et questions, necessairement propres et utiles aux marchands en leurs affaires quotidiens, Antwerpen: Gillis Coppens van Diest 1570